# Lillemor Hoel
Lillemor Elisabeth Johanne Hoel (* 3. Juli 1931 in Oslo; † 1. November 1987 ebenda) war eine norwegische Schauspielerin.

## Leben
Hoel hatte 1955 ihr Filmdebüt in der Rolle als Eva Snekkersveenin in dem norwegischen Film Trost i taklampa. 1956 folgte ein weiterer Auftritt in einer Nebenrolle in Toya und ebenso 1957 in På slaget åtte sowie 1966 in Broder Gabrielsen als Rakel. 1973 spielte sie in dem Filmdrama Anton als Kristine Bakken und 1974 in Knutsen & Ludvigsen sowie 1977 in der Kriminalfernsehserie Solospill als Frau Holm mit. Ihren letzten Auftritt hatte sie 1977 in einer Nebenrolle in Olsenbanden og Dynamitt-Harry mot nye høyder aus der norwegischen Olsenbanden-Filmreihe.

## Filmografie
- 1955: Trost i taklampa
- 1956: Toya
- 1957: På slaget åtte
- 1966: Broder Gabrielsen
- 1973: Anton
- 1974: Knutsen & Ludvigsen
- 1977: Solospill (Fernsehserie)
- 1979: Olsenbanden og Dynamitt-Harry mot nye høyder